# Yvette van Boven
Yvette van Boven (Dún Laoghaire, 28 november 1968) is een Nederlandse kok, schrijfster en presentatrice.

## Levensloop
Van Boven kwam op haar tiende met haar ouders vanuit Ierland naar Nederland en studeerde interieurarchitectuur aan de Koninklijke Academie van Beeldende Kunsten in Den Haag. Daarna begon ze met haar zus Sophie een ontwerpbureau. In 2006 startte ze met haar neef Joris in Amsterdam het restaurant Aan de Amstel. Toen ze thuis zat vanwege een operatie schreef ze haar eerste kookboek dat in 2010 verscheen onder de titel Home Made. De foto's werden gemaakt door haar man Oof Verschuren. Het kookboek was een bestseller en werd uitgeroepen tot Kookboek van het Jaar. Daarna verscheen nog een aantal boeken: Home Made Winter (2011), Home Made Zomer (2013), Home Baked (2014) en Home sweet Home - nieuw Iers comfort food (2017). Het boek Home Made Basics dat ze in 2020 uitbracht werd datzelfde jaar bekroond met Het Gouden Kookboek, de prijs voor het beste Nederlandstalige kookboek van het jaar. Met haar werk bij het restaurant is ze gestopt.
Voor de VPRO presenteerde Van Boven het tv-programma Koken met Van Boven. Vanaf augustus 2015 was er een eerste serie van tien afleveringen te zien. In 2016 en 2017 kreeg het programma een vervolg. In 2020 maakte zij voor de AVROTROS De Streken van Van Boven. 
Naast Van Bovens activiteiten bij de televisie verschijnt er wekelijks een column van haar in de Libelle en de Volkskrant. Samen met Teun van de Keuken, maakt ze de Podcast 'Etenstijd!'
Van Boven heeft een huis in Nederland en Ierland en een appartement in Parijs, waar zij haar kookboeken schrijft.

## Bestseller 60
| Boeken met noteringen in de Nederlandse Bestseller 60 | Jaar van verschijnen | Datum van binnenkomst | Hoogste positie | Aantal weken | Opmerkingen                           |
| ----------------------------------------------------- | -------------------- | --------------------- | --------------- | ------------ | ------------------------------------- |
| Alles uit de oven van Van Boven                       | 2017                 | 03-05-2017            | 18              | 1            |                                       |
| Home Sweet Home XMAS                                  | 2017                 | 25-10-2017            | 59              | 2            |                                       |
| Home made basics                                      | 2020                 | 29-04-2020            | 23              | 6            | bekroond met het Gouden Kookboek 2020 |
| Van Boven in het wild                                 | 2022                 | 01-06-2022            | 16              | 3            |                                       |
| Van Boven in het wild zakboek                         | 2022                 | 08-06-2022            | 41              | 1            | bekroond met het Gouden Kookboek 2022 |
| Easy                                                  | 2024                 | 29-05-2024            | 44              | 2            |                                       |

- Biblioteca Nacional de España: XX5536635
- Nederlandse Thesaurus van Auteursnamen: 165427906
- Virtual International Authority File: 255676880